# بوکووکا
بوکووکا (به چکی: Bukovka) یک منطقهٔ مسکونی در جمهوری چک است که در ناحیه پاردوبیتسه واقع شده‌است. بوکووکا ۳۸۱ نفر جمعیت دارد.